# 'Merican
'Merican es un EP de la banda estadounidense de punk rock Descendents, lanzado el 10 de febrero de 2004. Fue el primer lanzamiento de la banda con la discográfica Fat Wreck Chords y sirvió como preámbulo de su sexto álbum de estudio Cool to Be You, publicado al mes siguiente. El EP incluye dos canciones del álbum, «Nothing with You» y «'Merican», y tres caras B de las sesiones del álbum: «Here with Me», «I Quit» y el tema oculto «Alive». 'Merican se convirtió en el primer material de estudio de la banda desde Everything Sucks, de 1996, y se convirtió en su tercer lanzamiento que entró en listas, llegando al puesto 29 de la Billboard's Top Independent Albums y al puesto 38 de la Top Heatseekers.

## Lista de canciones
Todas las canciones escritas y compuestas por Milo Aukerman, excepto las que se indica lo contrario. 
| Cara A |                                       |          |  |
| N.º    | Título                                | Duración |  |
| 1.     | «Nothing with You»                    | 2:35     |  |
| 2.     | «'Merican» (escrita por Karl Álvarez) | 1:50     |  |

| Cara B |                  |          |  |
| N.º    | Título           | Duración |  |
| 1.     | «Here with Me»   | 3:43     |  |
| 2.     | «I Quit» «Alive» | 7:05     |  |